# (33726) 1999 NJ9
1999 NJ9 (asteroide 33726) é um asteroide da cintura principal. Possui uma excentricidade de 0.27327800 e uma inclinação de 6.55267º.
Este asteroide foi descoberto no dia 13 de julho de 1999 por LINEAR em Socorro.